# Albert Ernest Kitson

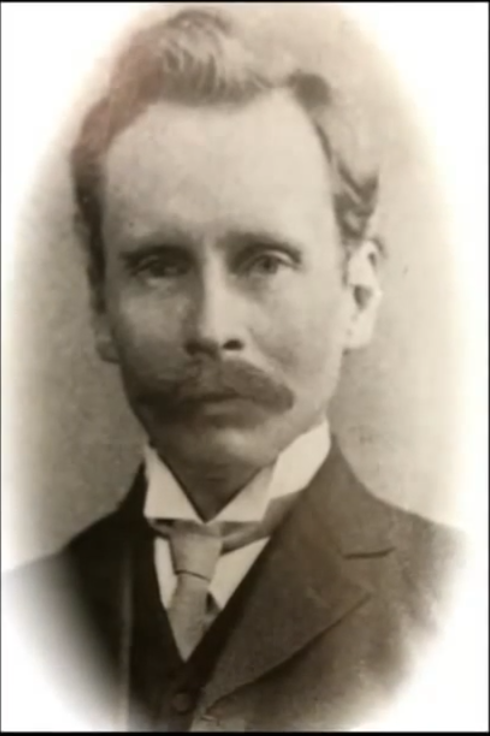
Albert Ernest Kitson (1927)

Sir Albert Ernest Kitson (* 21. März 1868 in Manchester; † 8. März 1937 in Beaconsfield, Buckinghamshire) war ein britisch-australischer Geologe.

## Leben
Kitson wuchs in Indien (Nagpur) und ab 1876 in Victoria (Australien) auf, wohin seine Eltern zogen, die beide Schullehrer waren. Sein Vater starb 1879 und die Mutter leitete daraufhin die Schule, in die auch Kitson ging. Kitson wurde 1886 Regierungsangestellter, zunächst bei der Post, dann bei der Landvermessung und schließlich 1896 beim Bergbauamt. Er studierte nebenbei Geologie am Polytechnikum und der Universität in Melbourne und trat dem Geological Survey von Victoria bei, in dem er rasch aufstieg. 1904 wurde er Senior Field Geologist. Zeitweise füllte er auch die Funktion eines Direktors aus. Seine Aufgabe bestand vor allem in der Suche nach Kohle und Aufsicht über den Kohle- und Goldbergbau. Er besuchte wissenschaftliche Kongresse der Australasian Association for the Advancement of Science und veröffentlichte über Geologie und Naturgeschichte in verschiedenen australischen Zeitschriften.
1906 ging er als leitender Prospektor in den Süden von Nigeria, wo er 1909 bei Enugu Kohlevorkommen entdeckte. 1913 bis 1930 leitete er geologische Erkundung (Geological Survey) und Prospektion in Ghana (Goldküste), wo er mit seinem australischen Kollegen Edmund Thiele (1874–1971, später Edmund Oswald Teale) zusammenarbeitete. Dort entdeckten sie Mangan und Bauxit-Vorkommen, wichtig für die Versorgung Englands im Ersten Weltkrieg, und 1919 erste Diamanten. Er regte auch als Erster die Nutzung von Wasserkraft in Ghana an. 1930 zog er sich nach England zurück, lebte in Beaconsfield und war beratender Geologe des Colonial Office und von Bergbauunternehmen vor allem für den Bereich Afrika. Zum Beispiel beriet er die Regierung von Kenia im Goldrausch der 1930er Jahre.
Er galt als unermüdlicher Arbeiter, der auf streng Disziplin hielt. Außerdem war er religiös und Abstinenzler. Erfahrungen im Umgang mit Giftschlangen, die er in Australien erwarb, schafften ihm auch an der Goldküste bei den Eingeborenen einen Ruf als Heiler. Er war zweimal verheiratet und hatte zwei Söhne und einen Stiefsohn.
1927 erhielt er die Lyell Medal. Er war CBE (1918),  KBE (1927) und damit geadelt und CMG (1922). 1897 wurde er Fellow der Geological Society of London. 1929 war er Präsident der Sektion Geologie der British Association for the Advancement of Science und 1934 bis 1936 der Geologists Association.
Zwei Eukalyptus-Arten (eine fossil, eine rezent) und eine Mollusken-Fossilie sind nach ihm benannt. Er selbst sammelte in seiner Zeit in Victoria tertiäre Fossilien  und sprach sich für eine Naturpark in den Buchan Höhlen aus, von denen eine nach ihm benannt ist.